# Bilbao
Pour les articles homonymes, voir Bilbo et Bilbao (homonymie).
Bilbao [bilbao] (en espagnol : [bilˈβao] ; en basque : Bilbo [bilβo]), est une ville du Nord de l'Espagne d'environ 350 000 habitants (950 000 habitants dans l'agglomération), capitale de la province de Biscaye et de la comarque (une division administrative de l'État) du Grand Bilbao.
C'est la ville la plus importante de la communauté autonome du Pays basque et du Nord de la péninsule Ibérique. C'est la dixième agglomération de l'Espagne et l'un de ses principaux centres économiques. Elle est située à l'estuaire du fleuve côtier Nervion.

## Toponymie
Le nom officiel de la ville est Bilbao, nom connu dans la majorité des langues du monde. L'Académie de la langue basque décide parmi les deux existantes en basque, Bilbao et Bilbo que le nom historique en basque est Bilbo, tout en maintenant le caractère officiel Bilbao. Bien que le terme Bilbo n'apparaisse pas dans d'anciens documents, dans l'œuvre Les Joyeuses Commères de Windsor de William Shakespeare il est fait référence à une épée, probablement faite de fer biscayen, appelée « bilbo » — au pluriel et en anglais bilboes —, ce qui pourrait faire penser que ce mot est utilisé depuis au moins le XVIe siècle,,,.
Il n'existe pas de consensus entre les historiens sur l'origine du nom de la ville. L'ingénieur Evaristo de Churruca (es) assure qu'il est de coutume basque d'appeler un lieu selon sa situation. Selon lui, Bilbao résulterait de l'union des mots basques pour rivière et anse : Bil-Ibaia-Bao. De la même manière, l'historien Javier Tusell fait valoir que Bilbao est une évolution de beau gué (bello vado en espagnol).
D'autre part, l'auteur Esteban Calle Iturrino a affirmé que le nom dériverait des deux populations qui vivaient des deux côtés de la ria, plus que de la ría en elle-même. La première — établie autour de l'actuel Casco viejo (Vieux quartier) se serait appelé Ville, qui en langue basque signifie pile, en faisant référence à sa forme de pile — au sens de tas, amas — à cause de sa topologie de collines écrasées. La seconde, située sur les terrains de l'actuel quartier de Bilbao La Vieja (Vieux Bilbao, Bilbao la vieille) et de tradition sidérurgique, qu'on aurait appelé ainsi en référence à la vapeur et à ses exhalations. De l'unification de ces mots apparaîtrait alors le toponyme, qui a été aussi de longue date formulé manière écrite en tant que Bilbao et Biluao, tel qu'enregistré dans son cartulaire et les transcriptions postérieures de ce dernier.

## Histoire

### Origines

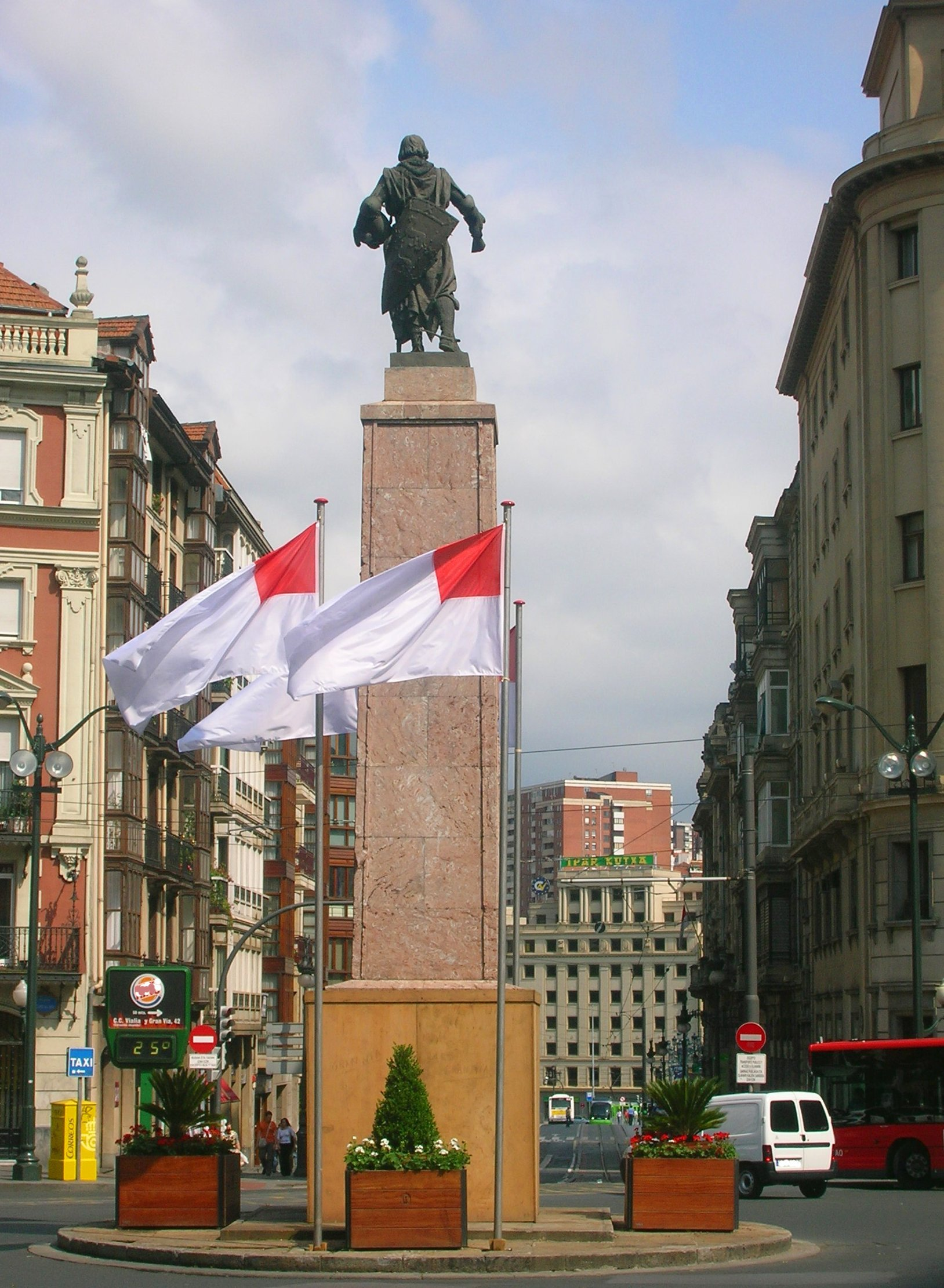
Monument consacré au fondateur de la ville, Don Diego López.

La ville a été fondée par Diego López V de Haro, seigneur de Biscaye (qui donne son nom à l'artère principale de la ville, la Gran Vía), le 15 juin 1300. Un village et un port existaient déjà avant cette date sur la rive droite du Nervion et des traces de peuplement datant d'environ 2 000 ans ont été retrouvées en haut du mont Malmasín.

### 1300-1600

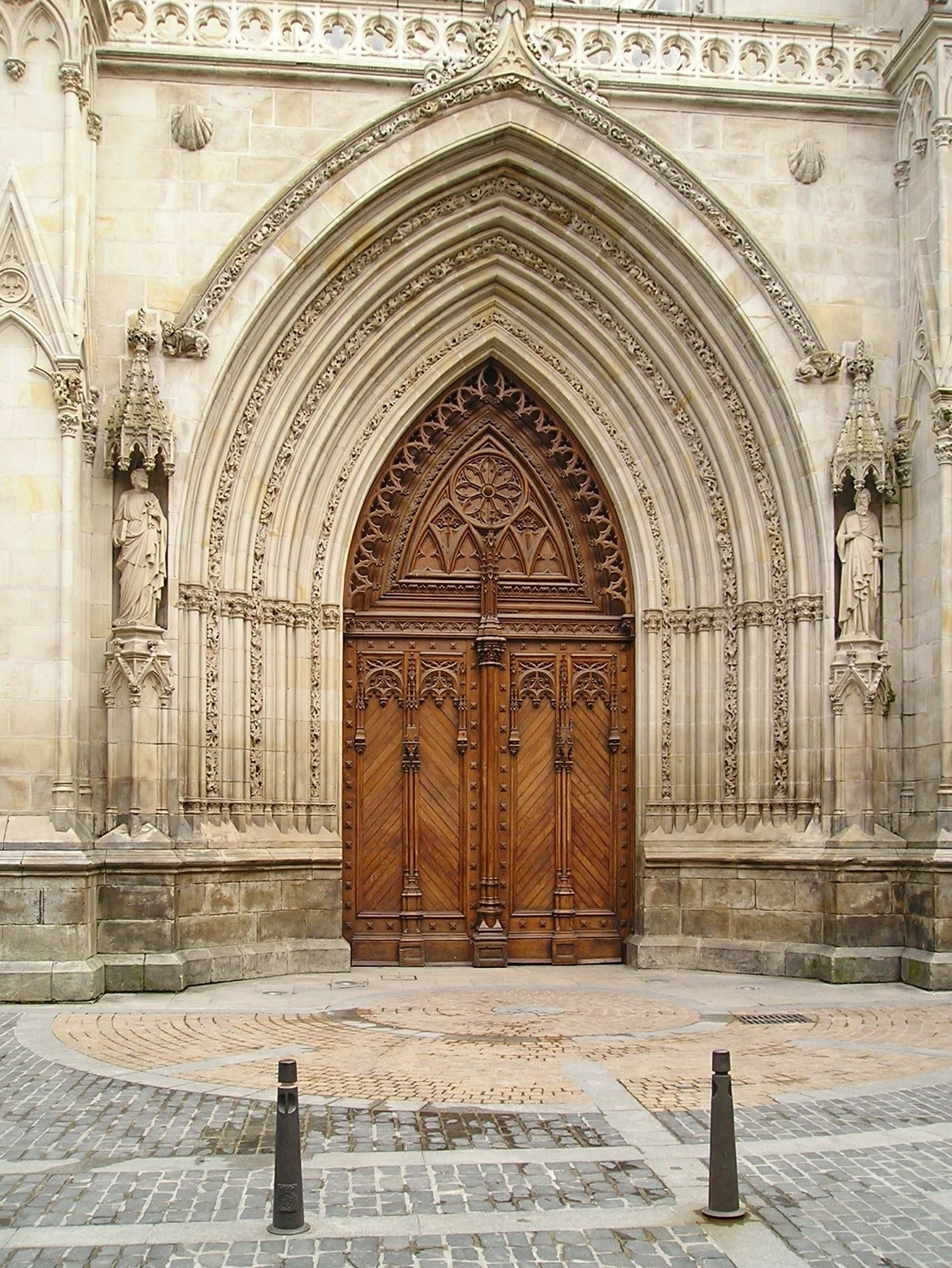
Portail de la cathédrale.

Au moment de la fondation de la ville, la ville ne compte que trois rues autour d'une église (à l'emplacement de l'actuelle cathédrale) entourées par une muraille et un port. L'église est édifiée en l'honneur de saint Jacques (Santiago en castillan) dont l'un des chemins de pèlerinage qui lui est consacré : le Camino del Norte du pèlerinage de Saint-Jacques-de-Compostelle passe par la ville. La ville grandit lentement mais sans discontinuer dans la zone actuelle du quartier des sept rues, et bénéficie des privilèges accordés par les seigneurs de Biscaye. Au XVe siècle, la ville compte environ 3 000 habitants.
En 1511, Jeanne Ire d'Espagne crée le Consulado de Bilbao, un organe influent chargé de la gestion du port de Bilbao et donc du commerce qui s'y opère.

### 1600-1900
En 1602, la ville devient capitale de la Biscaye, en succédant à la ville de Bermeo. Des gisements de fer abondants sont découverts dans les collines entourant la ville, permettant à celle-ci de diversifier son commerce qui était auparavant axé sur les produits issus de l'agriculture. La révolution industrielle, au XIXe siècle, permet d'exploiter les mines de fer à grande échelle, et partant, de développer les industries métallurgiques et sidérurgiques. La croissance de la ville et le développement du commerce lié à la révolution industrielle entraînent le développement des activités de soutien (création du Banco de Bilbao en 1857, de la bourse de Bilbao en 1890, de la première ligne de chemin de fer pour le transport du minerai en 1865…). En matière d'urbanisme, la croissance de la ville entraîne la planification de la construction d'un nouveau quartier, Ensanche, au moment de l'annexion du village d'Abando en 1876 qui permet de doubler la superficie de la ville. Enfin, en 1886, l'université de Deusto, la première université de la ville est établie. La richesse économique de la ville explique pourquoi elle fut assiégée à quatre reprises lors des guerres carlistes, sans jamais être conquise.

### LeXXesiècle
Au début du XXe siècle, la ville est l'une des plus riches d'Espagne et de nombreuses grandes compagnies s'y établissent : Euskalduna en 1900 (construction de bateaux), Ibérduero (l'actuel Iberdrola, par fusion avec Hidroelectrica Española, qui apportait l'énergie électrique dans la ville en 1904), Altos Hornos de Viscaya en 1902 (appartenant actuellement[Quand ?] au groupe Arcelor depuis la disparition d'Aceralia)…
De plus, la ville s'étend progressivement par l'annexion de communes environnantes, notamment Deusto en 1925, et de nouveaux quartiers sont aménagés comme Basurto ou Begona. La guerre civile met un frein au développement de la ville.
Un camp de prisonniers pour les soldats de l’Armée populaire de la République espagnole est installé au couvent des Escolapios et plusieurs milliers de prisonniers y sont enfermés.
La crise industrielle des années 1980 a jusqu'à récemment donné à Bilbao l'image d'une ville polluée et constituée de nombreuses friches industrielles, conséquences des difficultés des entreprises dont les activités étaient fondées sur la métallurgie et la sidérurgie. Pour gommer cette image la municipalité a entrepris, avec succès, de nombreux programmes parallèles à la reconversion économique vers les activités de services et les activités industrielles à plus forte valeur ajoutée.

### Rénovation urbaine de la fin duXXesiècle

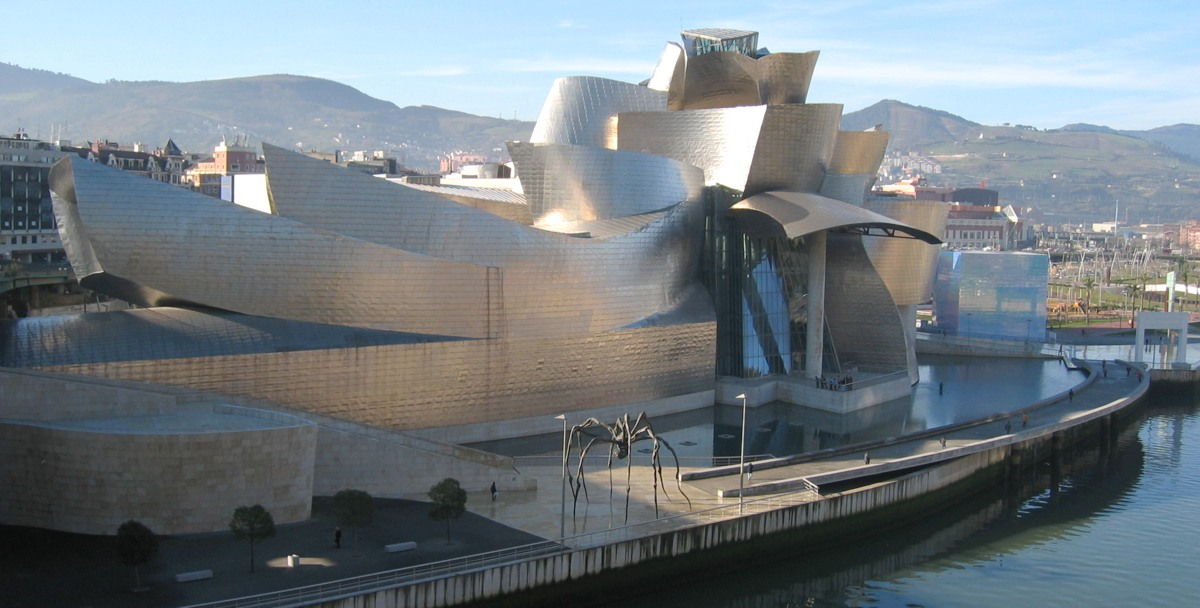
Musée Guggenheim.

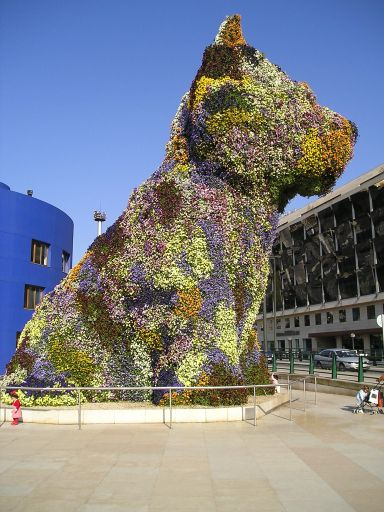
Puppy de Jeff Koons.

Portant les stigmates de la crise économique des années 1980 qui a ravagé l’industrie basque espagnole, Bilbao entame sa renaissance en 1989 en lançant un vaste plan de revitalisation urbaine. L’effort financier est considérable : 735 millions d’euros sont investis par « Bilbao ría 2000 », une société anonyme qui compte pour actionnaires le gouvernement basque, la province de Biscaye et les municipalités concernées.
Le projet phare de ce plan de revitalisation est la construction du musée Guggenheim. En 1991, Bilbao présente sa candidature à la Fondation Solomon R. Guggenheim pour accueillir leur antenne européenne. Dès 1997, soit huit ans seulement après le lancement du programme, la métamorphose de la ville est déjà évidente.
Les façades de la cité « noire » sont rénovées. De grands programmes urbanistiques sont engagés et une politique ambitieuse d’équipement public est lancée. Pour chacun de ces équipements, un mot d’ordre : la qualité architecturale. Les plus grandes signatures mondiales viennent apporter leur patte : celle du musée Guggenheim dessiné par Frank Gehry, l'aéroport et le pont de Santiago Calatrava, le Palacio Euskalduna en 1999 à l'emplacement des anciens chantiers navals Euskalduna, le tramway (Euskotren) en 2002 ou la tour Iberdrola (gratte-ciel de César Pelli qui est le siège de la compagnie Iberdrola).
Bilbao est principalement un centre administratif et de services, et ce sont les communes environnantes qui abritent l'activité industrielle (sidérurgie, construction navale, parc technologique de Zamudio…) Le relief et l'hydrographie de la région déterminent le développement urbain et économique.
Les activités portuaires et industrielles, déplacées à dix kilomètres en aval, libèrent enfin les berges du centre-ville. Bilbao se tourne à nouveau vers son fleuve, le Nervion. Cette réappropriation de la ría par la ville va se poursuivre dans les prochaines années. Un plan d’aménagement des friches industrielles de la péninsule artificielle de Zorrotzaurre, élaboré par l’architecte anglo-irakienne Zaha Hadid, prévoit par exemple la construction de plus de 5 000 logements et plusieurs ponts et passerelles sur le fleuve.
Les retombées du plan de redynamisation ne se font pas attendre. En quelques années, Bilbao devient une ville touristique. Entre 1992 et 2002, le nombre de nuitées passées double, permettant de créer 6 000 places hôtelières. En 2014, Bilbao connaît une affluence record, dépassant pour la première fois celle de la très prisée ville balnéaire de Saint-Sébastien.
Indépendamment de ses effets sur le tourisme et l’économie, il faut souligner l’impact environnemental de cette politique de reconversion urbaine. Les grands travaux se sont en effet accompagnés de mesures importantes visant à améliorer le cadre de vie. Les usines vétustes ont été supprimées ou rénovées et des zones économiques modernes ont été construites pour accueillir les entreprises.
Le succès de la politique d’urbanisme menée à Bilbao est reconnu et salué au niveau international, à tel point que « l’effet Bilbao » intéresse de nombreuses villes à la recherche d’une nouvelle image.
En 2004, Bilbao a ainsi reçu le prix du meilleur projet urbain du monde, au cours de la biennale de Venise (prix « Città d’acqua ») ainsi que le prix européen de planification urbaine et régionale. En 2013, la Fondation Pfizer lui décernait le prix de « la ville espagnole la plus saine ». Bilbao préside par ailleurs l’Association Internationale des Villes et Ports.
La métamorphose de Bilbao n’est pas achevée. La ville continue d’évoluer de manière ambitieuse en misant notamment sur l’innovation et la connaissance. Un plan intitulé « Stratégie 2001 : Bilbao cité globale » vise à développer les initiatives et les activités économiques à haute valeur ajoutée tout en continuant à favoriser un cadre de vie harmonieux pour les entreprises et les habitants.

### Titres de la ville
Bilbao possède les titres de Muy Noble y Muy Leal e Invicta. En 1475 les Rois catholiques le titre de ville noble et en 1603 Philippe III lui donna celui de Muy Noble y Muy Leal. La reine María Cristina lui accorda, en 1837, celui d'Invicta pour avoir résisté à l'attaque de l'armée carliste.

## Géographie

### Site
Les communes limitrophes sont  Alonsotegi, Arrigorriaga, Barakaldo, Basauri, Derio, Erandio, Etxebarri, Galdakao, Sondika et Zamudio.

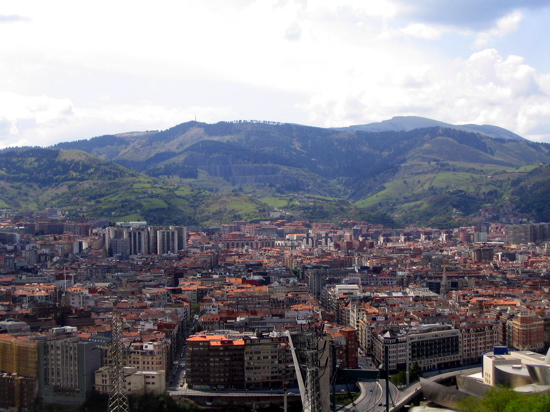
Vue de la ville.

La ville de Bilbao est un important port et centre industriel, situé sur la rivière Nervion, dont la banlieue s'étend jusqu'à la mer Cantabrique.
Au nord, la ville est contiguë aux communes d'Erandio, Sondika et Derio, à l'est les communes de Zamudio et Etxebarri. Le Sud de la ville est bordé par Basauri et Arrigorriaga et à l'ouest, Barakaldo et Alonsotegi. La partie urbanisée de la ville est limitée par deux petites montagnes : Pagasarri (au sud) et Artxanda (au nord), qui donne à la ville son surnom, « El Botxo » (« le creux » en français).

### Districts
La ville de Bilbao est divisée en 8 districts :

Localisation des districts.

- 1er district : Deusto : Arangoiti, Deusto, Deustu Doneperiaga-Deustuibarra, Ibarrekolanda, San Ignazio-Elorrieta, Zorrotzaurre ;
- 2e district : Uribarri : Arabella, Castaños, Matiko-Ciudad Jardín, Uribarri et Zurbaran ;
- 3e district : Otxarkoaga-Txurdinaga : Otxarkoaga et Txurdinaga ;
- 4e district : Begoña : Begoña, Bolueta et Santutxu ;
- 5e district : Ibaiondo : Abusu / La Peña, Atxuri, Bilbao La Vieja / Bilbo Zaharra, Buia, Iturrialde, Miribilla, San Adrian, San Frantzisko, Solokoetxe, Zabala et Zazpi Kaleak / Casco Viejo ;
- 6e district : Abando : Abando et Indautxu ;
- 7e district : Errekalde : Errekaldeberri-Larraskitu, Iturrigorri-Peñascal, Ametzola, Iralabarri et Uretamendi ;
- 8e district : Basurtu-Zorrotza : Altamira, Basurtu, Masustegi, Olabeaga et Zorrotza.

#### Bolueta
est un quartier de Begoña, 4e district de la ville 
En 1840, la première usine moderne de transformation d'acier de Biscaye, Santa Ana de Bolueta, est construite dans le quartier. Plus tard, d'autres industries liées au métal se développent, sans que les travailleurs vivent dans le quartier. Seules quelques maisons sont construites à partir des années 1950 à la limite du quartier de Santutxu, dans un ensemble appelé Grupo Sagarminaga.
En 1997, le métro de Bilbao atteint le quartier avec la station Bolueta. Euskotren relie le quartier aux comarques de Durangaldea et de Busturialdea.
Les terrains où se trouvaient Santa Ana de Bolueta et Cilindros Bolueta, propriétés de l'entreprise Sidenor (es), ont été acquis par le gouvernement basque qui a le projet de construire 1 100 logements, dont 600 à 700 logements sociaux. On peut noter l'immeuble Torre Bolueta de 170 logements sociaux construit en 2018 et devenu le plus haut immeuble existant à avoir reçu le label Passivhaus.

### Climat

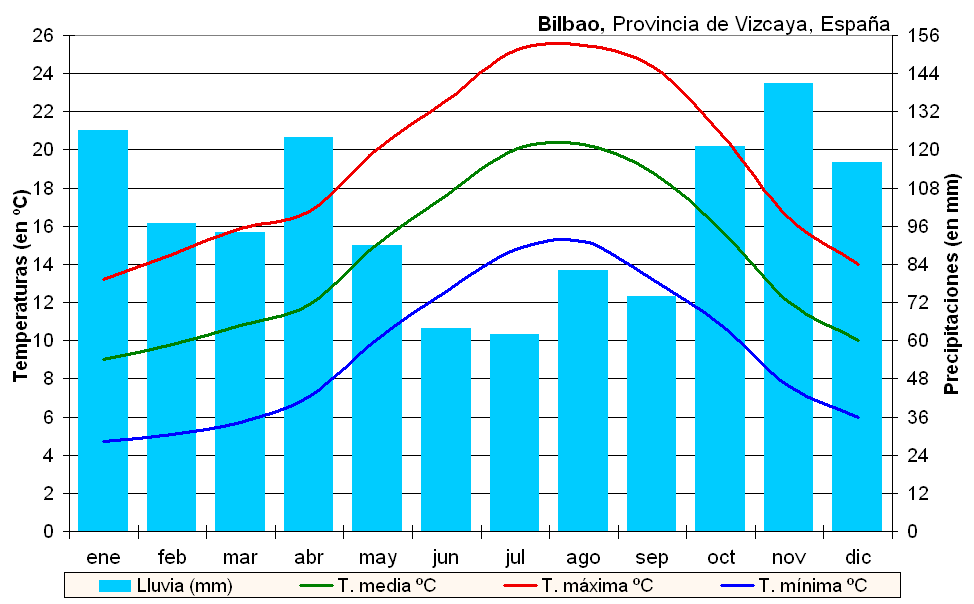
Climat de Bilbao.

Bilbao jouit d'un climat océanique, généralement doux, sans températures extrêmes. En janvier, la température moyenne est de 9 °C et en juillet elle est de 21 °C. Les précipitations sont d'environ 1 200 mm par an, essentiellement de la pluie, mais aussi trois jours de neige en moyenne chaque hiver.
Les chaleurs extrêmes sont communes quelques jours chaque été, principalement quand des vents du sud soufflent à travers les montagnes et que les températures montent à cause de l'effet de foehn.
Les températures records observées sont de 42,0 °C au maximum (26 juillet 1947) et - 8,6 °C au minimum (3 février 1963). Les précipitations maximales observées furent de 225,6 mm le 26 février 1983 quand d'importantes inondations furent provoquées par le fleuve Nervion.
Ce climat permet à Bilbao de ne pas être soumis à de grosses sécheresses comme on peut les voir dans le Sud de l'Espagne. C'est un climat qui permet, d'ailleurs, une flore ressemblante à celle du nord de l'Europe plutôt qu'à celle de l'Espagne, plus connu comme un pays sec et n'ayant pas de grande verdure. 

## Hydrographie
Le système fluvial principal de Bilbao est aussi l'artère hydrologique de Biscaye. Il est celui que constituent les rivières Nervion et Ibaizabal, qui dans son passage par la commune de Basauri s'unissent en formant un estuaire qui reçoit les noms de ría de Bilbao, du Nervion, de l'Ibaizábal ou du Nervion-Ibaizábal. Cet estuaire a une longueur de 15 km et un débit moyen de 25 m3/s. Son principal affluent est la rivière Kadagua, qui naît dans la commune burgalés de Valle de Mena et a un bassin de 642 km2, dont une bonne partie se trouve dans la province voisine. Cette rivière sert aussi de limite entre Bilbao et Barakaldo. Finalement, enterré sous Recalde et Abando, on trouve le courant Elguera, qui a servi comme drainage de résidus jusqu'à sa recanalisation en 2006.
La ría a souffert de l'action humaine à beaucoup d'occasions, comme on a pu le voir dans le dragage de son fonds, la construction de quais dans les deux rives et surtout dans le canal de Deusto, un bras d'eau artificiel excavé entre 1950 et 1968 à la hauteur du district de Deusto qui avait comme fonction de faciliter la navigation en économisant aux bateaux d'éviter les courbes que dessine la ria. Le projet s'est arrêté alors qu'il manquait 400 mètres pour le terminer, et par on a choisi de le laisser sous forme de dock, bien qu'en 2007 on ait approuvé le plan de continuer l'excavation et de former l'île de Zorrotzaurre. Cette action humaine a aussi eu des résultats négatifs dans la qualité de l'eau, puisque les travaux de dragage du fonds, ainsi que le rejet continu de résidus industriels et urbains ont provoqué une situation d'anoxie (manque de dioxygène, ce qui a presque provoqué la complète disparition la faune et la flore). Toutefois, durant les dernières années cette situation se retourne, grâce aux épurations des déchets et à la régénération naturelle. On peut maintenant observer des algues, soles, crabes et oiseaux marins.

## Démographie
En 1970, Bilbao était la sixième ville la plus peuplée d'Espagne, avec quelque 410 000 habitants, et la troisième plus grande aire métropolitaine. En 1981, la population atteignit 433 115 habitants, ce fut le plus haut niveau de population atteint. La population décrût pour atteindre 345 122 habitants en 2016.

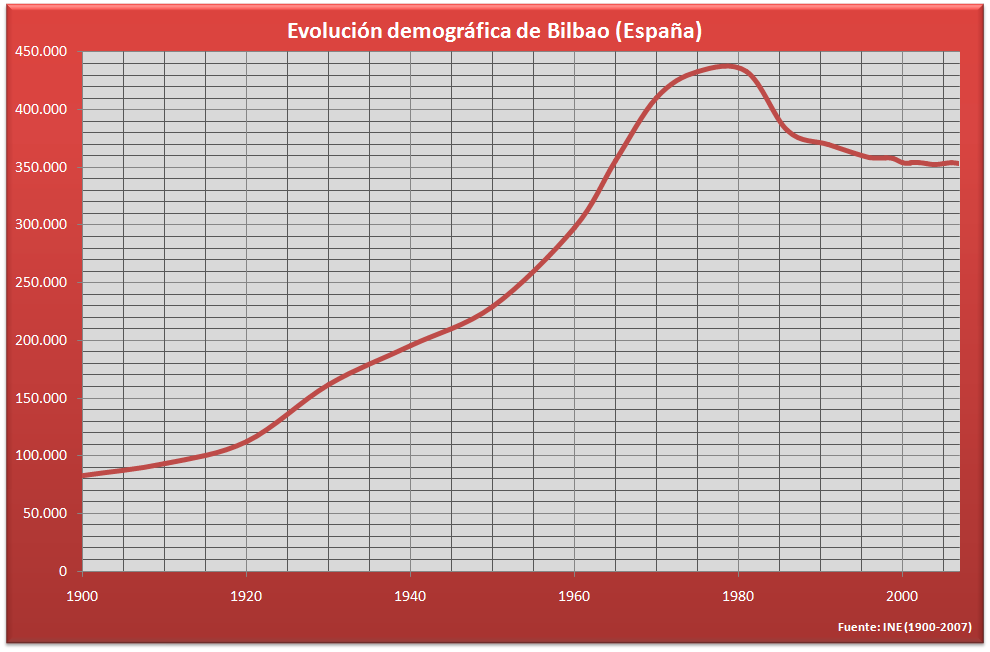
Démographie de Bilbao (1900-2005).

La population de la ville déclina intensément quand les communes environnantes qui furent annexées pendant les années 1940 et 60 retrouvèrent leur indépendance.

### Diminution de population
Alors que l'aire métropolitaine de Bilbao a une population qui continue à s'accroître, la ville centre a connu une baisse notable de sa population. Cette situation est le résultat de la migration des populations vers les villes côtières de la banlieue depuis le début des années 1990 résultant d'une flambée des prix de l'immobilier et pour gagner en confort de vie pour les familles. Bilbao est l'une des villes les plus chères d'Espagne, au quatrième rang après Madrid, Barcelone et Saint-Sébastien. Les zones industrialisées ont été délaissées en faveur des côtes. En effet, sur les 18 villes dans les alentours de Bilbao de plus de 10 000 habitants, seulement huit — Amorebieta-Etxano, Arrigorriaga, Durango, Guernica, Getxo, Leioa, Mungia et Sopela — ont augmenté leur nombre d'habitants. Sestao a même diminué sa population de presque 11 % en 8 ans.

#### Immigration

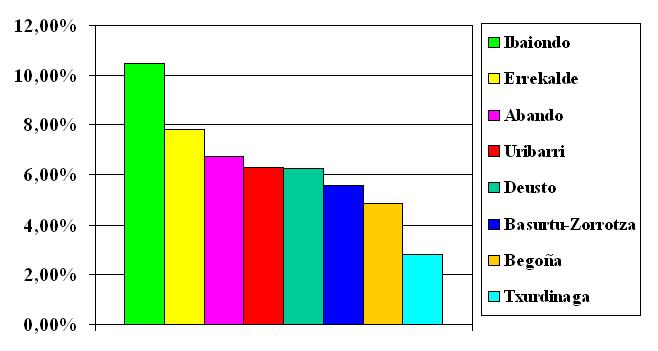
Pourcentage d'immigrants dans les districts de Bilbao.

Depuis 2001, le nombre d'immigrants a augmenté chaque année, comme l'ensemble de la population immigrée en Espagne. En 2000, 2 % de la population de Bilbao était considérée comme immigrée. Il y avait 23 762 immigrants en 2006 et 25 695 en 2016, soit 7,4 % de la population.
Les populations immigrées sont principalement présentes dans les vieux quartiers de la ville comme San Francisco, Bilbao La Vieja et les sept rues (Casco Viejo).

## Patrimoine

### Vieille ville et édifices antérieurs auXIXesiècle
Vieille ville (casco viejo) Moyen Âge et Renaissance dite des Sept Rues (Siete Calles) débouchant toutes sur la place du marché de la Ribera (1930).

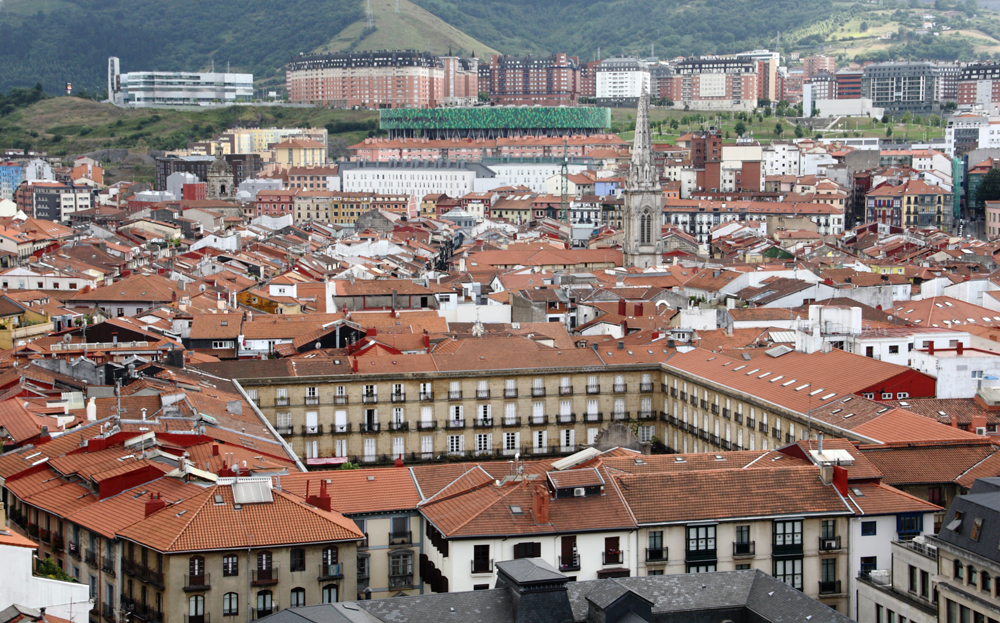
Casco viejo.

#### Édifices religieux

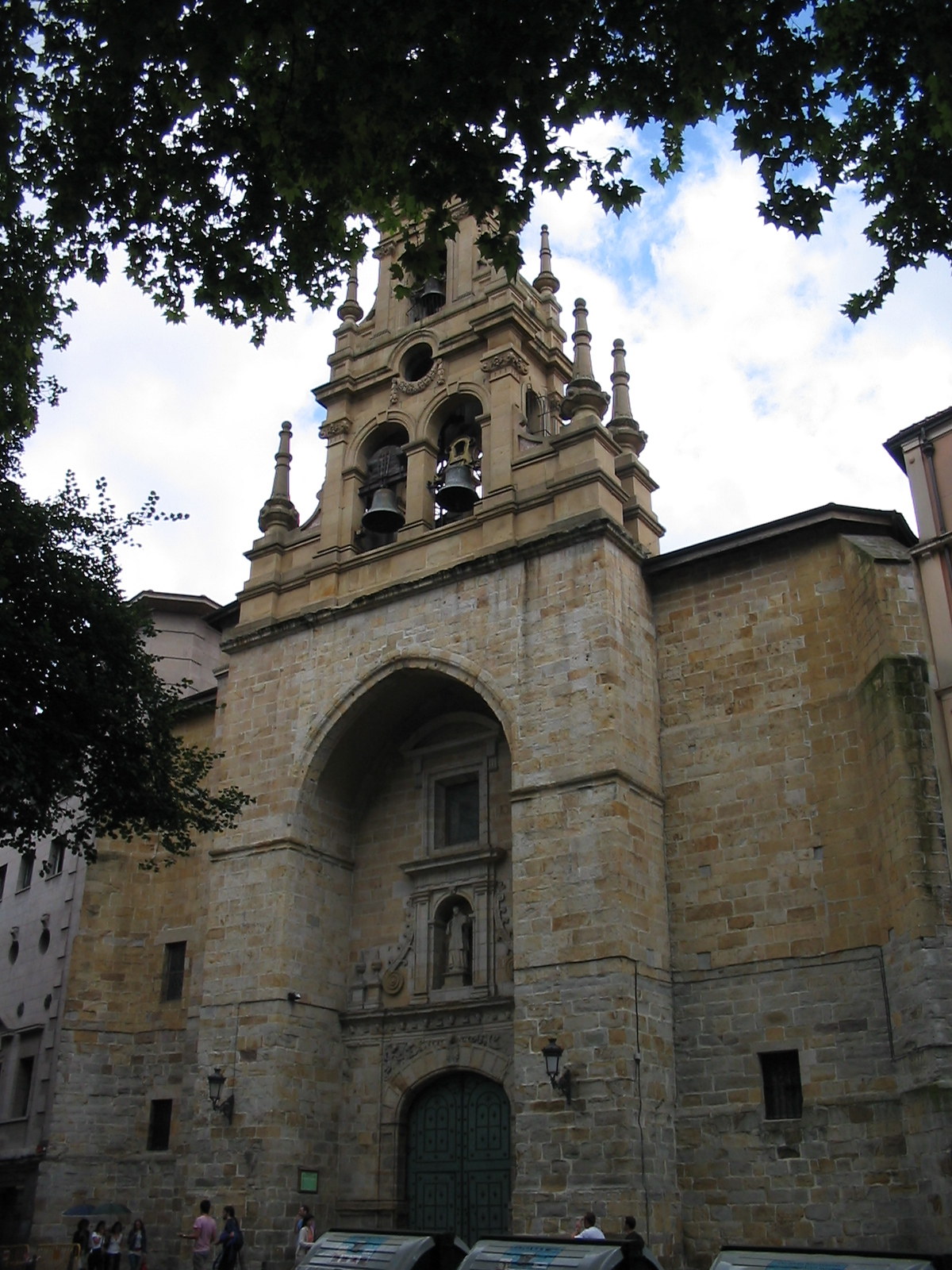
Église Saint-Vincent Martyr.

Nombreuses églises des XVIIe et XVIIIe siècles :

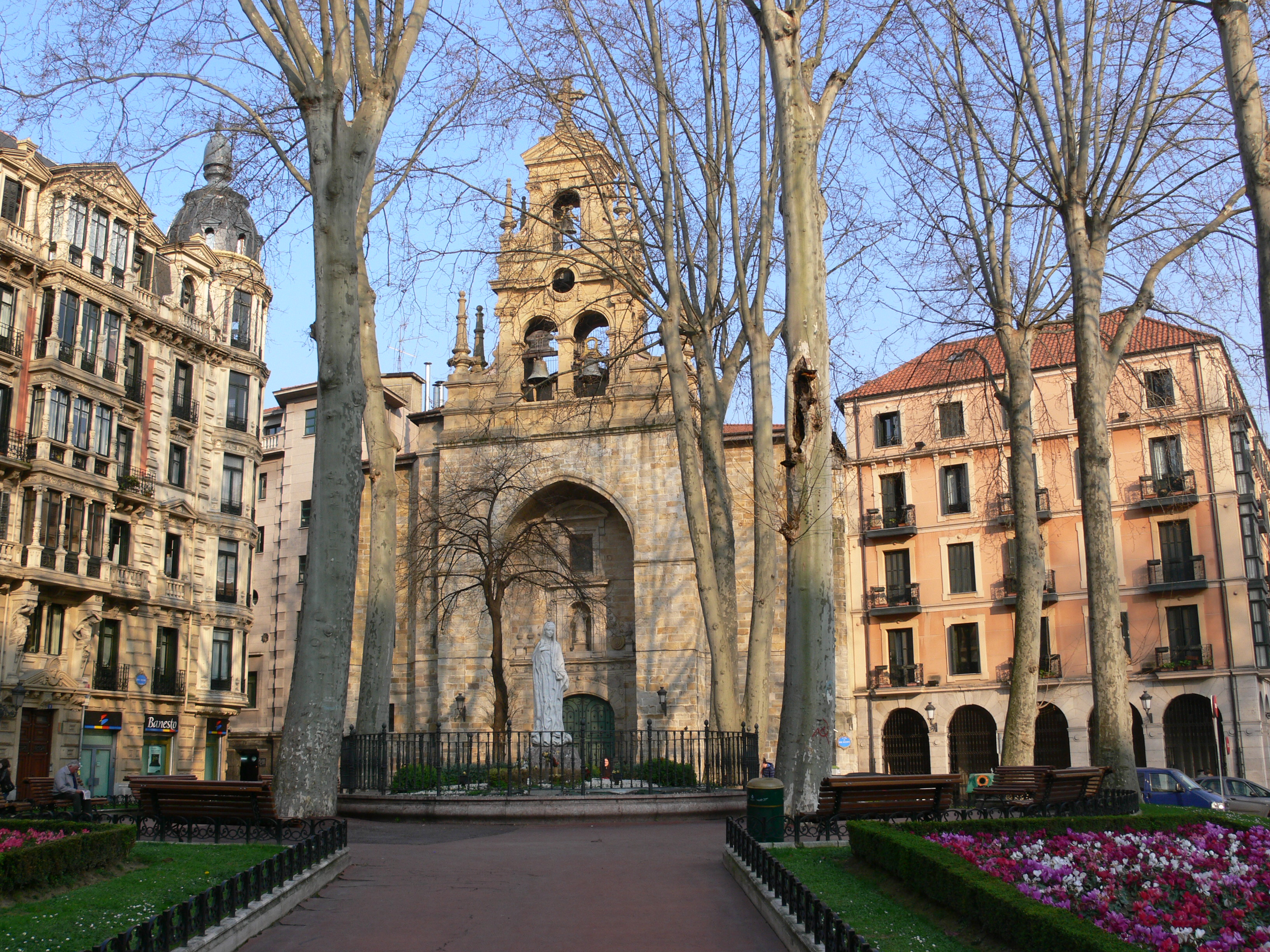
Église du martyr Saint-Vincent.

- cathédrale de Santiago (XIVe et XVe siècles) ;
- basilique de Begonia (1620) ;
- église Saint-Antoine (1433) ;
- église du martyr Saint-Vincent (1556) ;
- église Saint-Pierre (XVIe siècle) ;
- église Saints-Jean (1622) ;
- église Saint-Nicolas (1756) ;
- couvent de l'Incarnation.

### Édifices duXIXesiècleet de la première moitié duXXesiècle

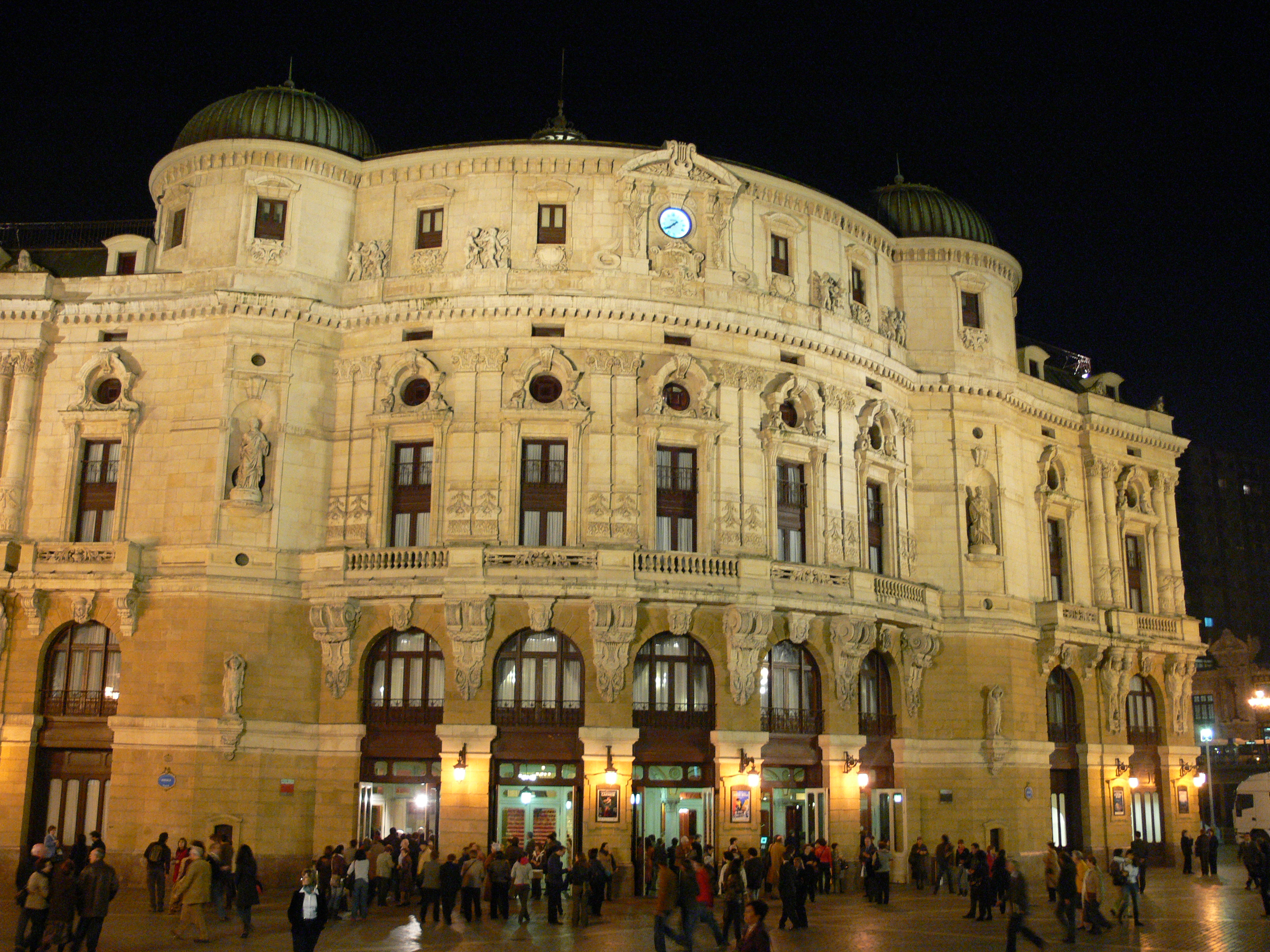
Théâtre Arriaga.

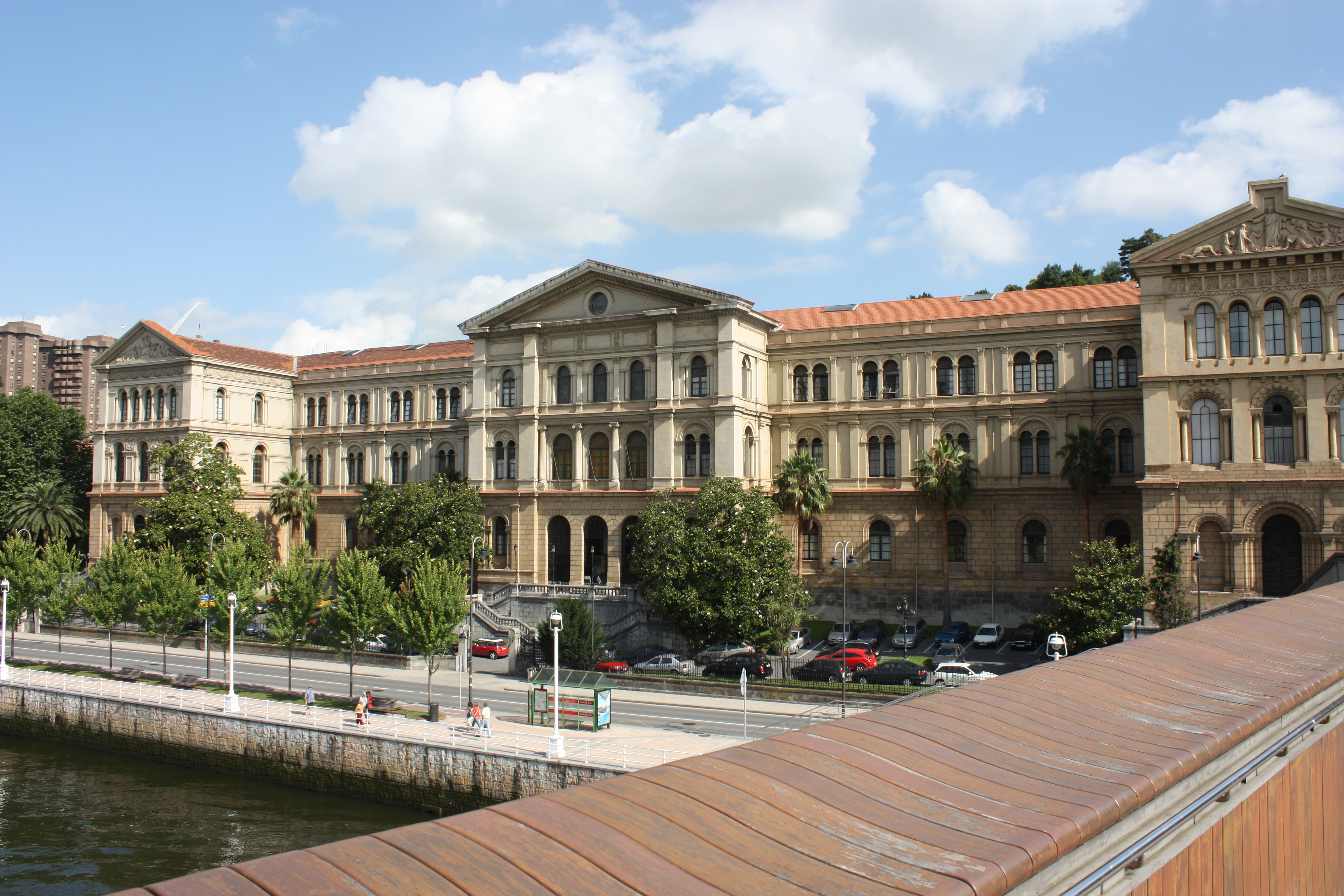
Université de Deusto.

Le vaste quartier du XIXe siècle occupe la rive droite de la ría de Bilbao avec quelques appendices sur la rive gauche autour de l'avenue Don Diego López de Haro. Il comporte de très nombreux témoignages de l'architecture de la Belle Époque.
- Euskalzaindia (Académie de la langue basque) donnant sur la Plaza Nueva (1849) ;
- théâtre Arriaga (1890) ;
- palais de la Députation Forale (1900) ;

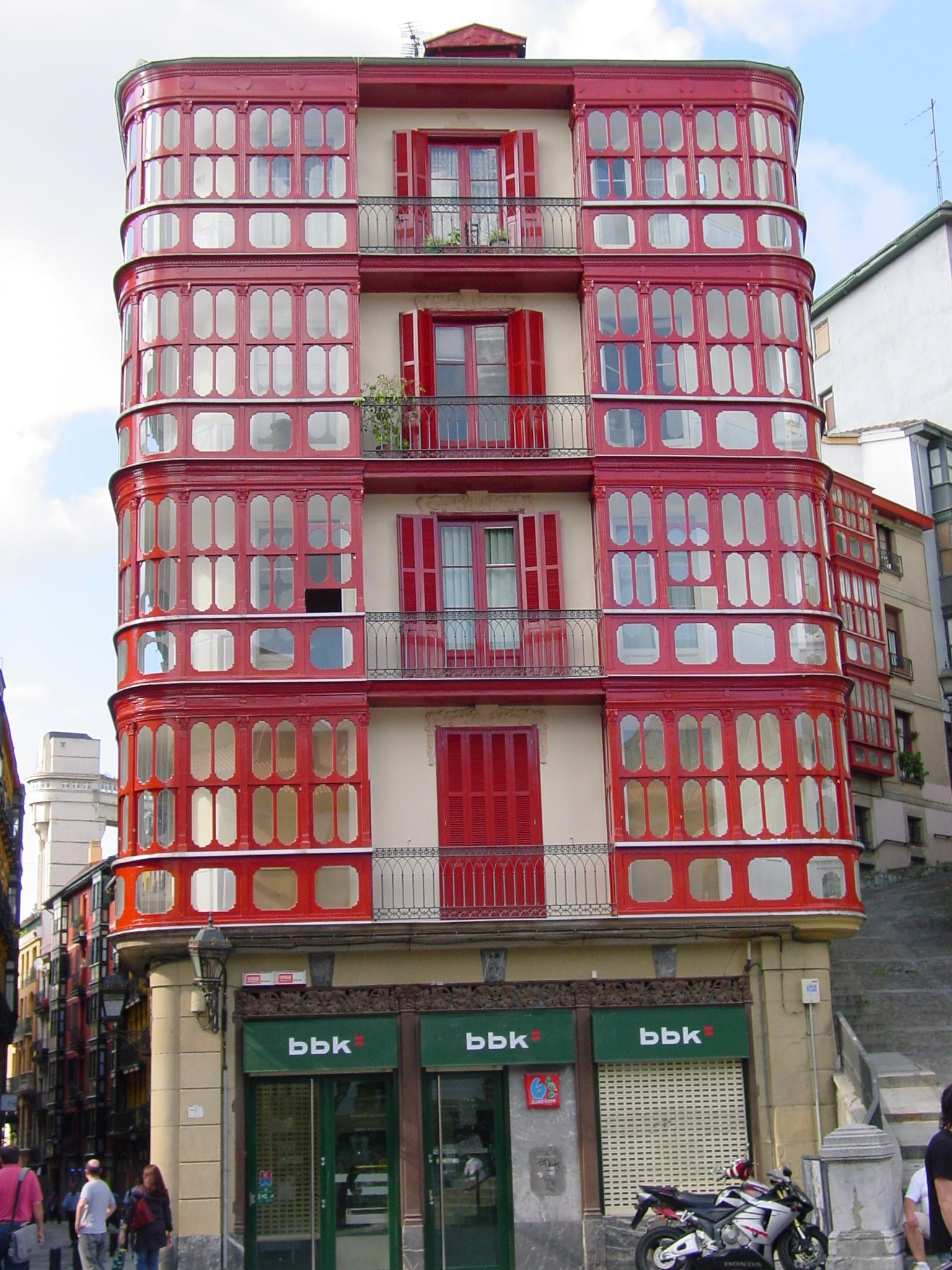
Immeuble place M. de Unamuno.

- université de Deusto (1886) ;
- hôtel de ville (1892) ;
- édifice de la Alhóndiga (1909) ;
- palais Chávarri (1888).

#### Gares

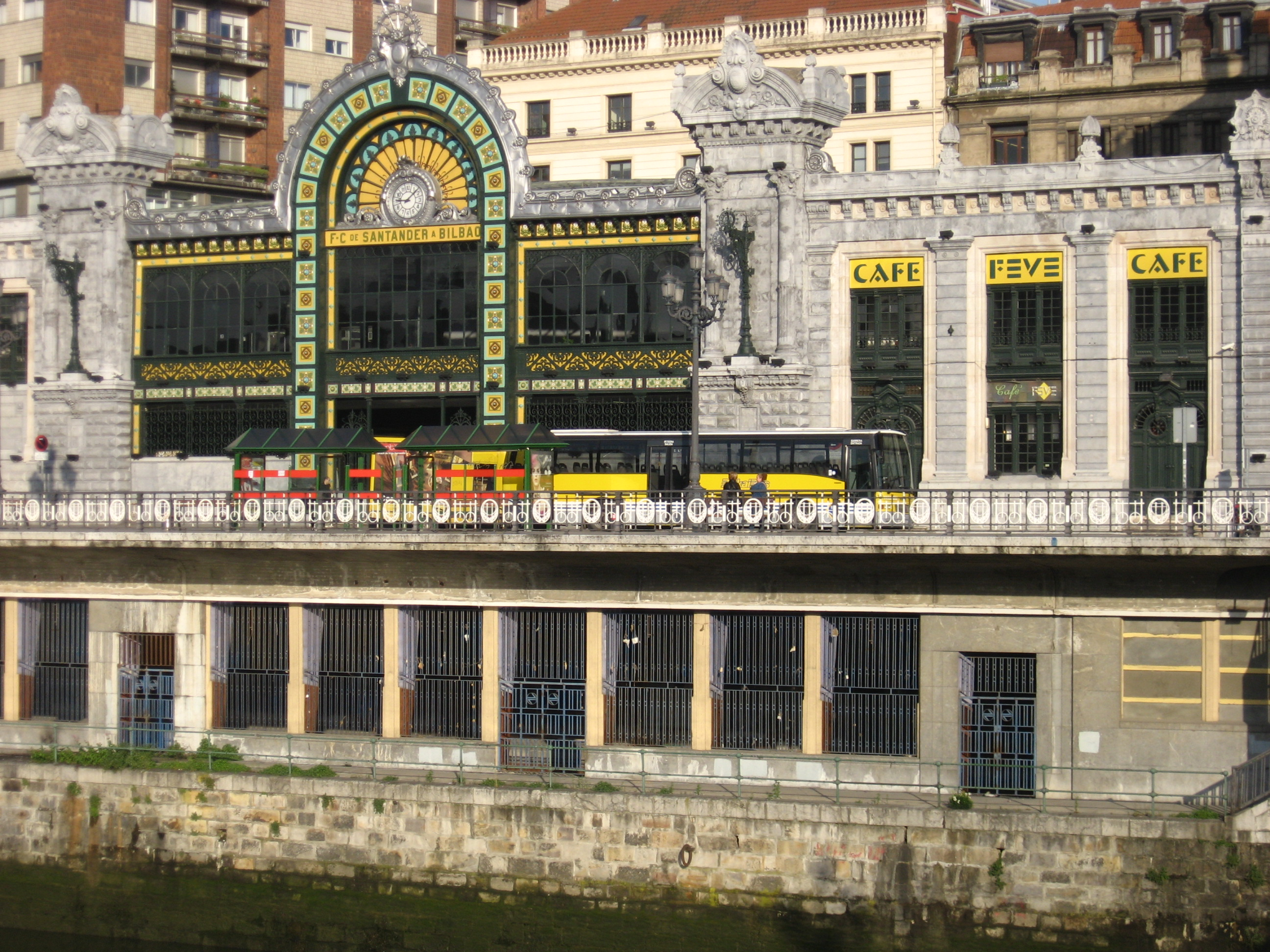
Gare de la Concorde.

- Gare de la Concorde (noce) ;
- gare de Atxuri (1912) ;
- Station de Bilbao-Abando (1950).

#### Édifices religieux
- Église Saint-François-d'Assise (1897) ;
- église du Sacré-Cœur (1891).

#### Monuments
- Monument en l'honneur de Don Diego López de Haro (1890) ;
- monument du Sacré-Cœur (1927).

### Architecture contemporaine
- Musée Guggenheim ;

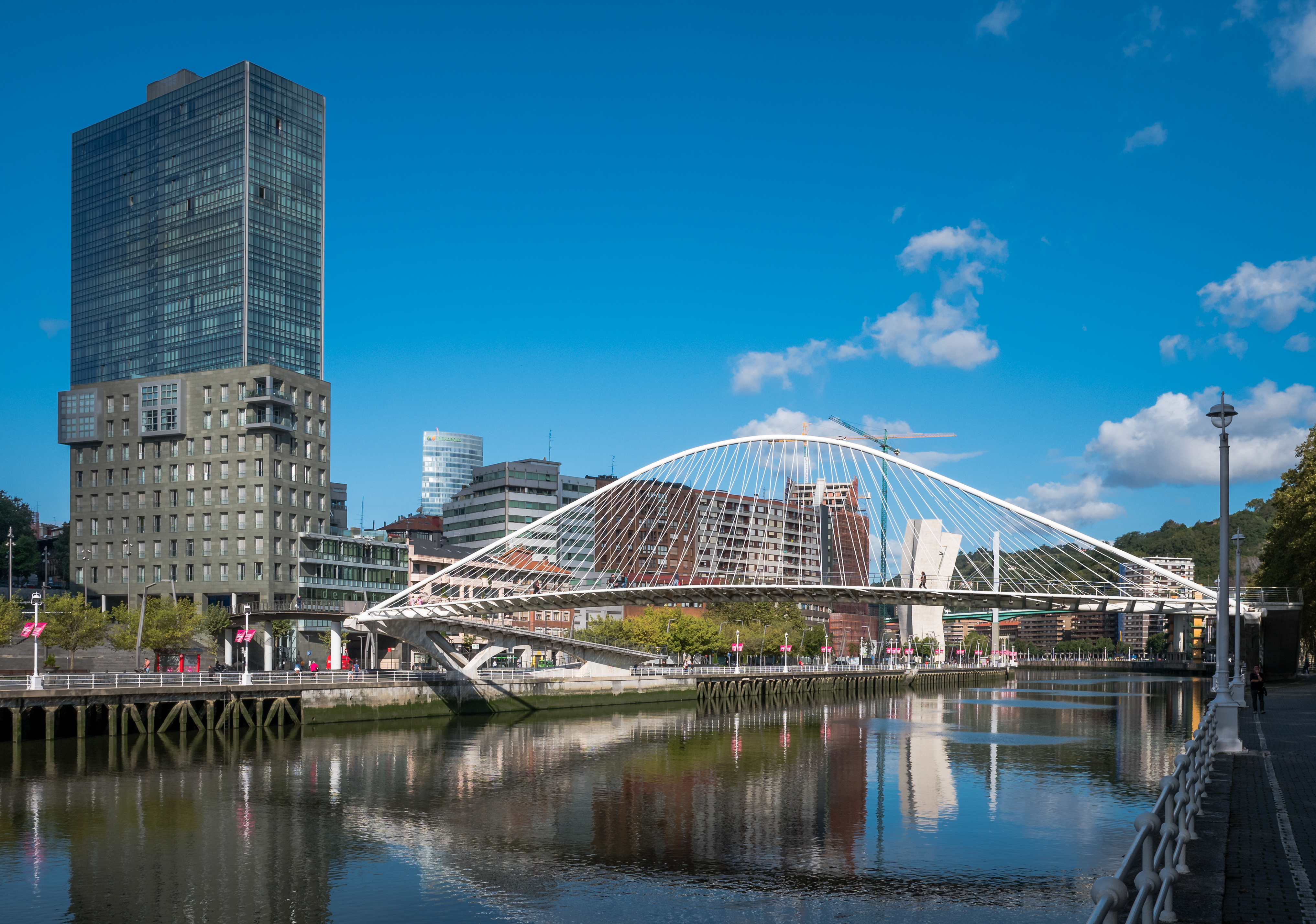
Zubizuri.

- Euskalduna (palais des congrès et de la musique) ;
- département du commerce et des finances ;
- à Barakaldo, le B!E!C! (Bilbao Exhibition Centre).

#### Ponts

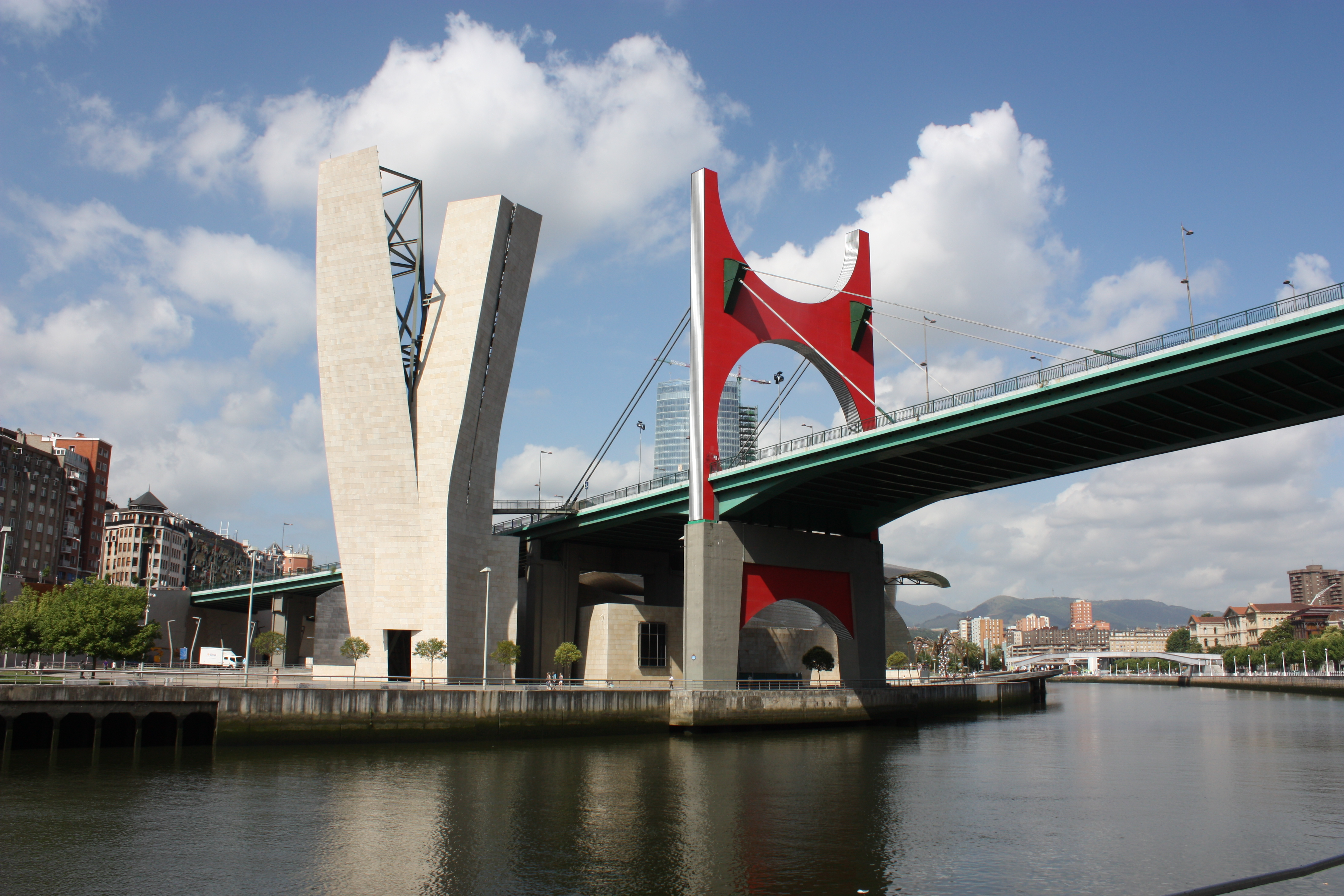
Le pont de La Salve, dessiné par l'artiste Daniel Buren.

- Zubizuri ;
- pont de La Salve ;Le pont de La Salve, dessiné par l'artiste Daniel Buren.
- pont Euskalduna ;
- pont Pedro Arrupe ;
- pont Biscays.

## Économie
Après avoir traversé une importante crise liée à l'abandon progressif de la construction navale et des activités minières, la ville a su se tourner vers les activités de services et de haute technologie (par la création du parc technologique de Bizkaia par exemple). Bilbao est l'une des seules villes d'Espagne en dehors de la capitale Madrid à abriter des sièges de multinationales : Iberdrola dans le domaine de l'énergie et BBVA (Banco Bilbao Vizcaya Argentaria) dans la banque, en se plaçant dans une activité de niche très dynamique. De plus le port est l'un des plus importants de l'arc atlantique, le principal de la côte nord espagnole avec 38 millions de tonnes en transit en 2005.

## Politique et administration
Bilbao est la capitale du territoire historique de Biscaye. Elle appartient à la comarque de Grand Bilbao, dont elle est le chef-lieu.

### Liste des maires
| Mandat    | Maire | Maire                          | Parti   | Majorité | Qualité |
| --------- | ----- | ------------------------------ | ------- | -------- | ------- |
| 1979-1983 |       | Jon Castañares                 | EAJ/PNV | 13 / 29  |         |
| 1983-1987 |       | José Luis Robles               | EAJ/PNV | 12 / 29  |         |
| 1987-1991 |       | José María Gorordo             | EAJ/PNV | 12 / 29  |         |
| 1991-1995 |       | Josu Ortuondo                  | EAJ/PNV | 11 / 29  |         |
| 1995-1999 |       | Josu Ortuondo                  | EAJ/PNV | 9 / 29   |         |
| 1999-2003 |       | Iñaki Azkuna                   | EAJ/PNV | 9 / 29   |         |
| 2003-2007 |       | Iñaki Azkuna                   | EAJ/PNV | 13 / 29  |         |
| 2007-2011 |       | Iñaki Azkuna                   | EAJ/PNV | 13 / 29  |         |
| 2011-2015 |       | Iñaki Azkuna Ibon Areso (2014) | EAJ/PNV | 15 / 29  |         |
| 2015-2019 |       | Juan María Aburto              | EAJ/PNV | 13 / 29  |         |
| 2019-2023 |       | Juan María Aburto              | EAJ/PNV | 14 / 29  |         |
| 2023-2027 |       | Juan María Aburto              | EAJ/PNV | 12 / 29  |         |

## Personnalités de Bilbao
- Juan Bautista de Poza (1588-1659), théologien jésuite ;
- Rita de Barrenechea (1757-1795), écrivaine. Son portrait, tableau de Goya, est l'une des pièces maîtresses du Louvre.
- Juan Crisóstomo de Arriaga (1806-1826), compositeur et violoniste ;
- Juana Whitney (1857-1945), pédagogue hispano-britannique, fondatrice de l'Académie Maeztu (1894-1936), école progressiste de Bilbao pour les jeunes filles;
- Miguel de Unamuno (1864-1936), écrivain ;
- Horacio Echevarrieta (1870-1963), homme d'affaires et industriel ;
- José (1885-1977) peintre ;
- Ramiro Arrue (1892-1971), peintre ;
- Julian de Ajuriaguerra (1911-1993) ;
- Blas de Otero (1916-1979), poète ;
- Luis de Pablo (1930-2021), compositeur ;
- Julen Madariaga (1932-2021), avocat et homme politique ;
- Terele Pávez (1939-2017), actrice espagnole ;
- Jesús Mosterín (1941-2017), philosophe ;
- Jon Juaristi (1951- ), poète, romancier, essayiste et traducteur ;
- Alex de la Iglesia (1965- ), cinéaste ;
- Kepa Junkera (1965- ), joueur de trikitixa ;
- Fátima Djarra Sani (1968- ), militante féministe ;
- Abraham de Amézaga (1974- ), journaliste et conférencier ;
- Santiago Abascal (1976-), personnalité politique ;
- Arantxa Echevarría (1980- ), cinéaste ;
- Adela Úcar (1980-), journaliste ;
- Jon Kortajarena (1985- ), mannequin ;
- Gracia Alonso de Armiño (1992- ), basketteuse.

## Culture

### Musées
- Musée Guggenheim ;
- musée archéologique de Bilbao ;
- musée des beaux-arts de Bilbao ;
- musée maritime de Bilbao.

### Fêtes locales
- l'Aste Nagusia (Semana grande en espagnol, la « Grande semaine ») est la principale fête de Bilbao. Elle a lieu tous les ans pendant 9 jours et 8 nuits, elle débute le premier samedi après le 15 août, le point culminant de cette semaine étant le vendredi suivant appelé « día grande ». Cette manifestation en tant que telle existe depuis 1978 mais auparavant la ville avait pour habitude de recevoir des cirques et d'organiser des foires pendant le mois d'août. Actuellement, pendant cette manifestation ont lieu des spectacles de rue (traditionnels et contemporains), des corridas, des foires, des concerts…
- 5 février : Santa Águeda.
- 15 juin : commémoration de la fondation de la ville.
- 25 juillet : festivité de Santiago (patron de la ville).
- 31 juillet : San Ignacio de Loyola (ancien saint patron de la ville).
- 11 octobre : festivité de Nuestra Señora de Begoña.
- 21 décembre : Saint-Thomas (foire dans le vieux Bilbao).

## Transports

### Infrastructures routières
La ville est connectée au réseau routier international avec l'AP-8 menant à Saint-Sébastien et à la France vers l'est, Santander puis les Asturies vers l'ouest. Vers le sud l'autoroute AP-68 permet de rejoindre Vitoria-Gasteiz, Pampelune, Burgos, Madrid et Saragosse.
À l'intérieur de la ville 13 ponts permettent de relier les deux rives de la rivière Nervion, tandis qu'en aval seuls deux moyens permettent de relier les deux rives le pont de Biscaye et un pont autoroutier qui a une fonction de périphérique pour la ville. Avec pour point de départ la gare routière nommée Termibus la ville est reliée aux principales villes espagnoles (une vingtaine d'aller/retour avec Madrid par exemple) et certaines villes européennes par des lignes régulières d'autocar.

### Aéroport
En 2000, au nord de la ville, le nouveau terminal de l'aéroport international de Bilbao (aéroport international de Loiu) a été inauguré. Ce nouveau terminal a permis d'accroître largement les capacités de trafic aérien avec notamment l'arrivée de compagnies à bas prix. En 2006, l'aéroport a accueilli environ 4 millions de passagers.

### Port
Le ferry Cap Finistère de la compagnie Brittany Ferries relie Santurtzi (à 15 km au nord-ouest de la ville où se situe l'actuel port de Bilbao) à Portsmouth (Royaume-Uni), faisant escale également à Roscoff en Bretagne.

### Transports urbains
L'ensemble des transports urbains de l'agglomération de Bilbao (découpée en zones tarifaires) sont accessibles avec un Pass uniformisé, le nommé Creditrans.

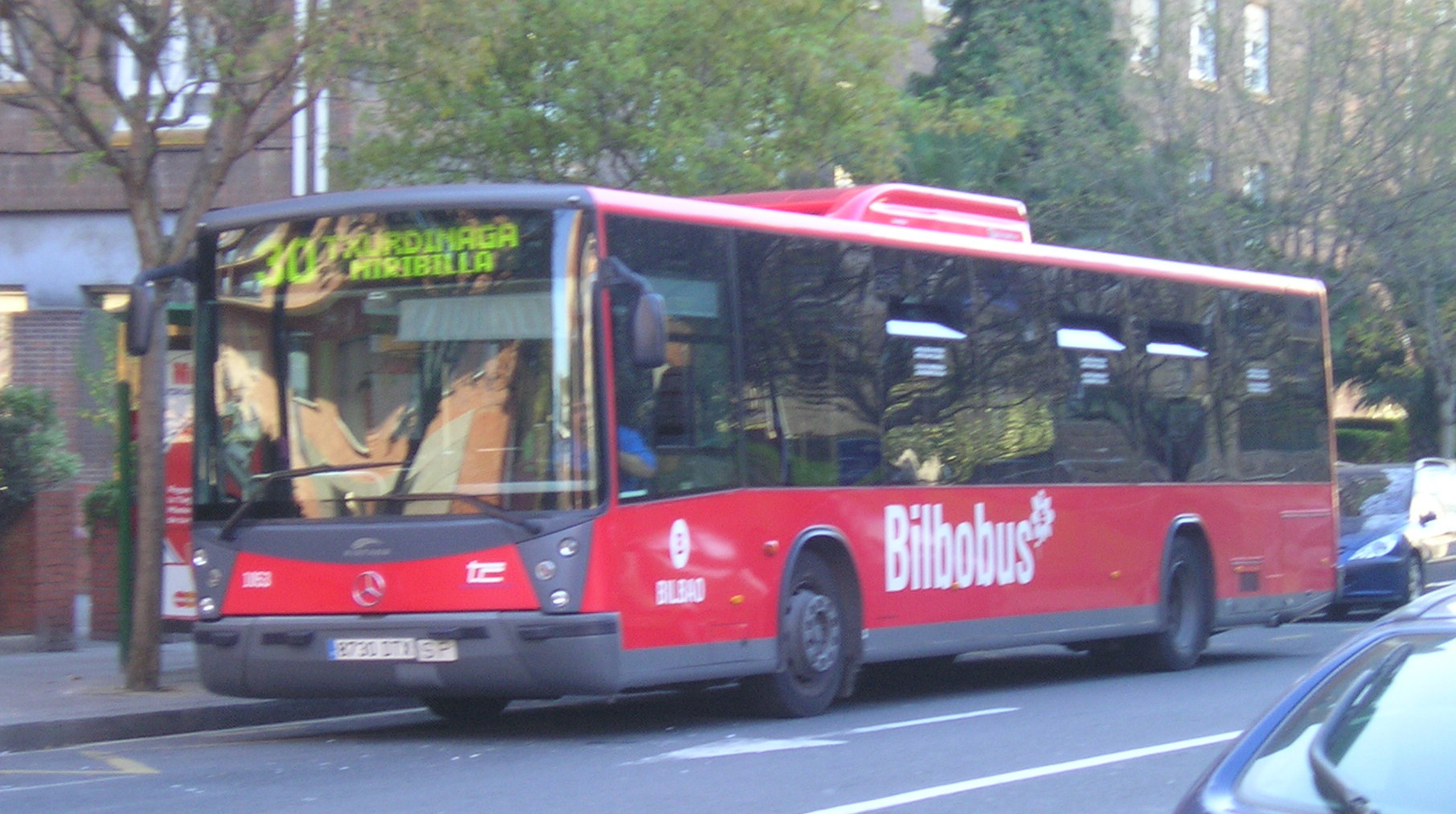
Un autobus de Bilbobus

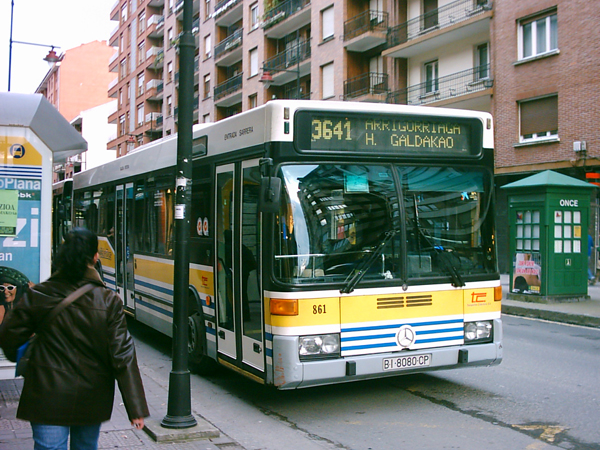
Un autobus du réseau Bizkaibus.

- Lignes de bus

La ville est desservie par les bilbobus (bus de couleur rouge gérés par la mairie). Ce réseau est constitué de 43 lignes (28 lignes ordinaires, 7 lignes avec des micro-bus pour desservir les zones non accessibles par les bus, du fait de la géographie de la ville, et 8 lignes nocturnes). En 2006 le réseau a transporté 27 millions de passagers et a reçu un prix pour son efficience et sa qualité de service. D'autre part, la ville est très bien desservie par les bizkaibus (autocars jaune, blanc et noir) qui permettent de rejoindre la plupart des communes et lieux intéressants de la province de Biscaye. Ce réseau, composé d'une centaine de lignes, est géré par le gouvernement de la province de Biscaye, mais exploité par des compagnies privées. L'ouverture du métro a relégué au second plan l'importance de ce réseau, mais il continue de transporter plus de 36 millions de passagers par an.
- Funiculaire d'Artxanda

Ce funiculaire, inauguré en 1915, permet de relier la ville à la montagne d'Artxanda où se situent un parc, un complexe sportif et quelques habitations. Il est fréquenté annuellement par 450 000 voyageurs qui pour l'essentiel veulent accéder au panorama qu'offre le site.
- Métro

En 1995, un réseau de métro a été inauguré. Celui-ci est composé de trois lignes. Les deux premières lignes sont situées sur chacune des rives du Nervion, qui se rejoignent dans la ville de Bilbao (station San Inazio). À partir de là, ces dernières empruntent le même tronçon pour desservir la ville et le Sud-Ouest de l'agglomération. Le réseau de 50 km et a transporté environ 97 millions de passagers en 2019.

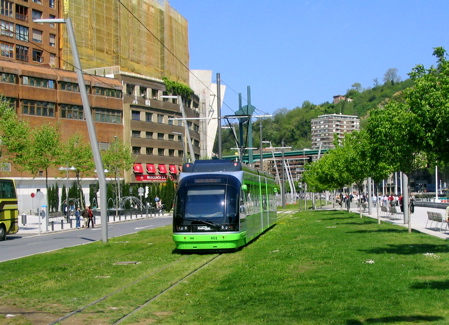
Le tramway de Bilbao, l'Euskotran.

- Tramway

En 2002, une ligne de tramway nommé l'Euskotran a été inaugurée. La ligne actuelle est d'une longueur de 4,4 km et se compose de 12 stations de Basurto à San Mames, les stations San Mames et Abando sont interconnectées avec des stations de métro. La ligne longe principalement le fleuve Nervion reprenant partiellement le tracé d'une ancienne ligne de chemin de fer, elle dessert notamment le musée Guggenheim. Des projets avancés d'extension de la ligne reliant les deux terminus actuels, en formant un cercle, pour desservir les quartiers ouest de la ville.

### Transports ferroviaires

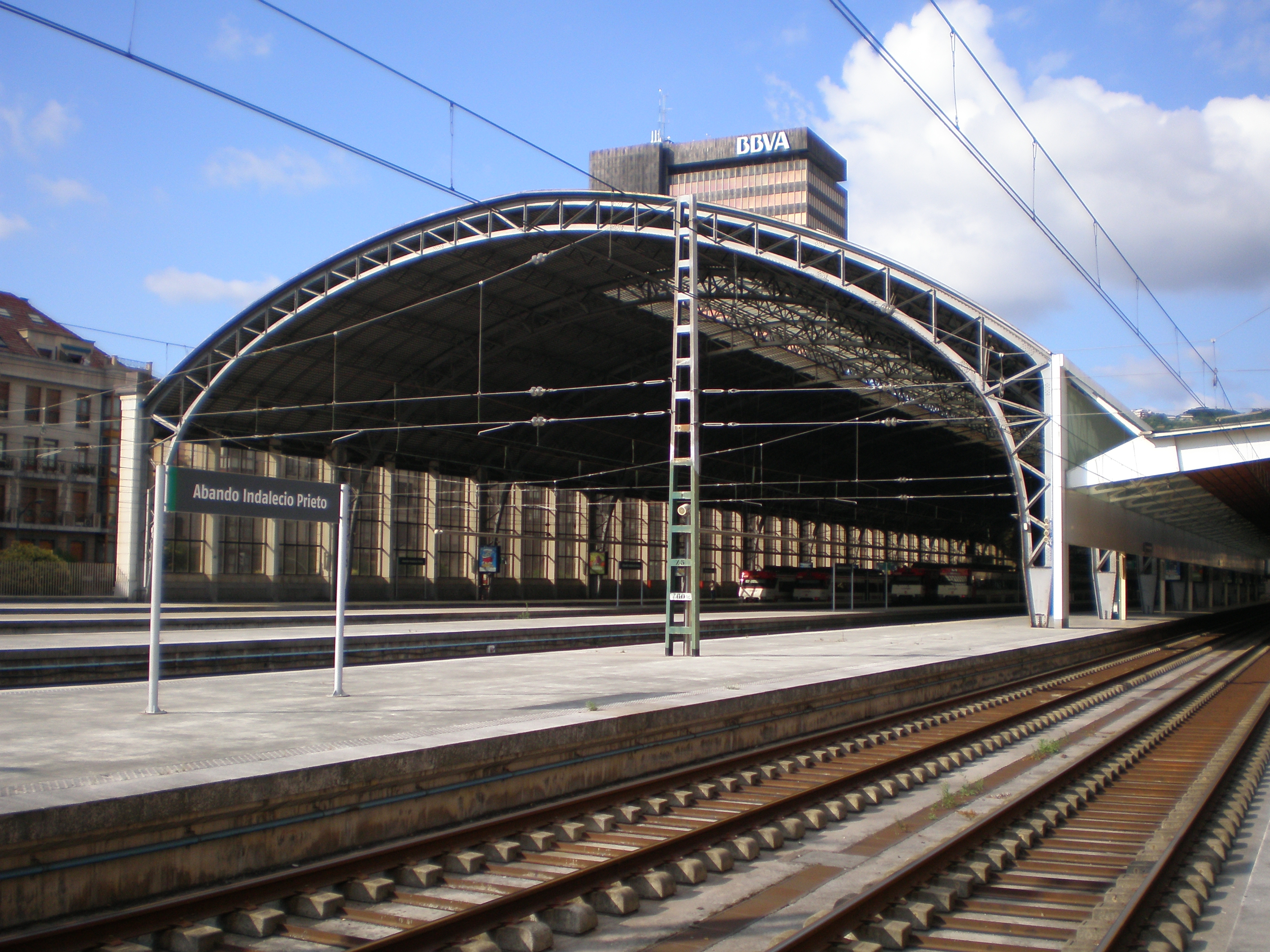
Gare de Bilbao-Abando-Indalecio-Prieto.

La ville est desservie par trois compagnies ferroviaires :
- Renfe Operadora : la compagnie y exploite la principale gare de la ville, la gare d'Abando. De cette gare partent les trains grandes lignes exploités par la compagnie desservant la ville. Le service quotidien est composé de 2 trains Alvia à destination de Madrid via Miranda de Ebro, Burgos, Valladolid et Ségovie par la LGV Madrid - Valladolid ; 2 trains Alvia à destination de Barcelone via Miranda de Ebro, Logroño et Saragosse (circule partiellement par la LGV Madrid - Barcelone) ; 1 train Diurno à destination de Salamanque via Miranda de Ebro et Valladolid ; et 1 train Arco à destination de Vigo via Miranda de Ebro, Palencia, León et Orense. Renfe Operadora opère en outre 3 lignes de cercanías desservant la région métropolitaine de Bilbao qui forment le réseau de Renfe Cercanías Bilbao / Bilbao Renfe Aldirikoak. Ces trois lignes sont : la ligne C-1 Abando-Santurtzi, la ligne C-2 Abando-Muskiz et la ligne C-3 Abando-Orduña. À cause de la forte concurrence de la ligne L2 de Métro-Bilbao, qui circule parallèle à la ligne C-1 de Cercanías Renfe mais avec une meilleure desserte des centres urbains de la Rive gauche, la C-1 a subi une réduction des fréquences comme conséquence d'une diminution de l'occupation de ses trains ;
- Euskotren : la compagnie ferroviaire du gouvernement basque exploite 3 lignes à voie étroite qui desservent la gare d'Atxuri. Ces lignes sont : la ET-1 Atxuri-Ermua-Saint-Sébastien, la ET-3 Atxuri-Bermeo et la ET-4 Deusto-Lezama. Depuis le 31 juillet 2010 le tronçon Deusto-Casco Viejo de cette dernière n'est plus desservi par des trains et des bus de remplacement y circulent[30] ;
- FEVE : la compagnie espagnole exploite la ligne à voie étroite régionale Bilbao-Balmaseda et la ligne interrégionale Bilbao-Santander. Elle utilise la gare de Concordia qui est accolée à la gare RENFE d'Abando.

À l'horizon 2020 la ville sera desservie par une ligne de train à grande vitesse (le Y basque qui doit relier entre elles les 3 capitales des provinces basques), l'arrivée de cette ligne est choisie comme une opportunité pour réorganiser les gares de Bilbao qui sont à moins de 500 m les unes des autres mais dans des bâtiments distincts.

## Sports
La ville est représentée par le club de football de l'Athletic Bilbao, qui joue dans un stade surnommé la Cathédrale à San Mamés et par le club de basket-ball du CBD Bilbao.
La ville a accueilli, du 31 octobre au 3 novembre 2007, la quatrième Coupe du monde de kin-ball.
En 2005, la ville a accueilli des courses automobile lors des World Series by Renault.
Elle a aussi été choisie pour le départ du Tour de France 2023.

## Hébergement

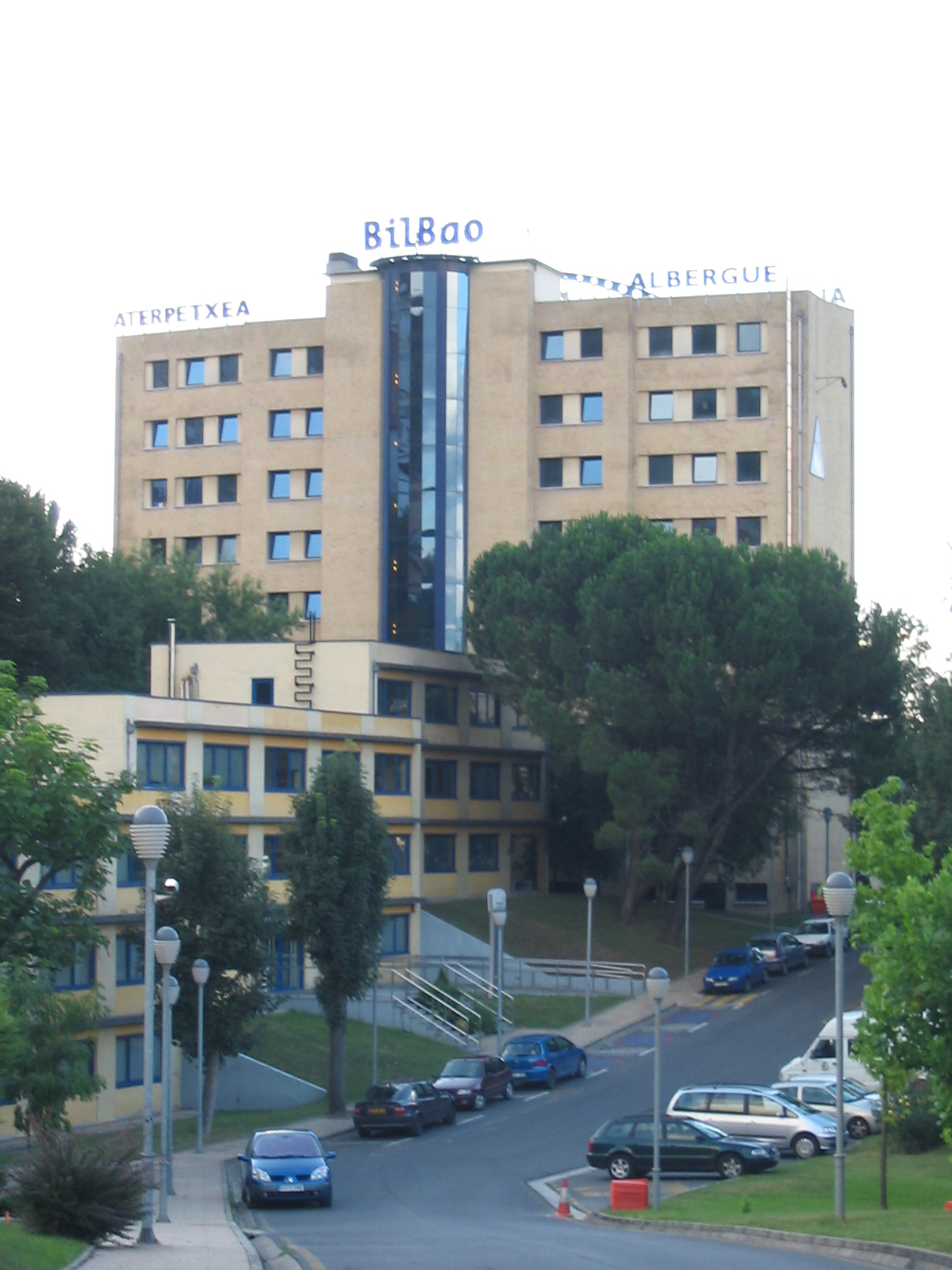
L'auberge de jeunesse.

Grande auberge de jeunesse inaugurée en 1998 située à l'est, sur les hauteurs de la ville.

## Éducation
Deux universités au sein de la ville :
- l'université du Pays basque (Universidad del País Vasco/Euskal Herriko Unibertsitatea), l'université publique basque dont Bilbao est l'un des 4 campus avec Vitoria et Saint-Sébastien. Bien que le principal campus de l'UPV/EHU de la Biscaye soit situé à Leioa, (au nord de Bilbao), au sein de la ville de Bilbao on retrouve quelques-uns des principaux centres de l'université publique basque ;
- l'université de Deusto au bord du Nervion, est l'université privée.

## Jumelage
- Bordeaux (France) ;
- Buenos Aires (Argentine) ;
- Medellín (Colombie) ;
- Pittsburgh (États-Unis) ;
- Qingdao (Chine) ;
- Rosario (Argentine) ;
- Sant Adrià de Besòs (Espagne) ;
- Tbilissi (Géorgie).